# 江口重幸
江口 重幸（えぐち しげゆき、1951年 - ）は、日本の精神科医、医療人類学者。東京武蔵野病院名誉副院長。専門は臨床精神医学、医療人類学、文化精神医学、精神医学史。
臨床精神医学を基本としながらも、医療人類学、文化精神医学、精神医学史領域などで多彩な活躍をみせる人物である。その訳業や自身の臨床経験から、解離性障害の研究でも知られる。

## 来歴
1951生まれ。1977年東京大学医学部卒業。長浜赤十字病院、都立豊島病院を経て、1994年から一般財団法人精神医学研究所附属東京武蔵野病院医員。現在東京武蔵野病院名誉副院長、教育研究部長。

## 学会
- 多文化間精神医学会理事
- 日本精神医学史学会理事
- 日本精神病理学会
- 日本精神神経学会

## 著書

### 単著
- 『精神科医からのメッセージ シャルコー —力動精神医学と神経病学の歴史を遡る』勉誠出版、2007年11月。ISBN 9784585052791。

### 共編著
- 『ナラティヴと医療』金剛出版、2006年12月。ISBN 9784772409445。

### 分担執筆
- 『臨床精神医学講座23 —多文化間精神医学』中山書店、1998年1月。ISBN 9784521490519。
- 『臨床精神医学講座S1 —精神医療の歴史』中山書店、1999年9月。ISBN 9784521492315。
- 『対人援助の技とこころ —心理療法再入門』金剛出版、2009年10月。ISBN 9784772411004。
- 鈴木晃仁、北中淳子 編『シリーズ精神医学の哲学2 精神医学の歴史と人類学』東京大学出版会、2016年9月。ISBN 9784130141826。

### 共訳
- アーサー・クラインマン 著、江口重幸、上野豪志、五木田紳 訳『病いの語り —慢性の病いをめぐる臨床人類学』誠信書房、1996年4月。ISBN 9784414429107。
- フランク・Ａ・ジョンソン 著、江口重幸、五木田紳 訳『「甘え」と依存 —精神分析学的・人類学的研究』弘文堂、1997年2月。ISBN 9784335650970。
- バイロン・J・グッド 著、江口重幸、下地明友、三脇康生、五木田紳、大月康義 訳『医療・合理性・経験 —バイロン・グッドの医療人類学講義』誠信書房、2001年5月。ISBN 9784414428568。
- マーガレット・ロック 著、江口重幸、山村宜子、北中淳子 訳『更年期 —日本女性が語るローカル・バイオロジー』みすず書房、2005年9月。ISBN 9784622071617。
- デイヴィッド・ヒーリー 著、田島治、江口重幸（監訳）、冬樹純子 訳『ヒーリー精神科治療薬ガイド』みすず書房、2009年7月。ISBN 9784622074748。
- アーサー・クラインマン 著、江口重幸、下地明友、松澤和正、堀有伸、五木田紳 訳『精神医学を再考する —疾患カテゴリーから個人的経験へ』みすず書房、2012年1月。ISBN 9784622076674。
- デイヴィッド・ヒーリー 著、江口重幸（監訳）、坂本響子 訳『双極性障害の時代 —マニーからバイポーラーへ』みすず書房、2012年11月。ISBN 9784622077206。
- エドワード・ショーター 著、江口重幸、大前晋（監訳）、下地明友、熊崎努、堀有伸、伊藤新、秋久長夫 訳『精神医学歴史事典』みすず書房、2016年7月。ISBN 9784622078685。
- イアン・ハッキング 著、江口重幸、大前晋、下地明友、三脇康生、ヤニス・ガイタニディス 訳『マッド・トラベラーズ―ある精神疾患の誕生と消滅』岩波書店、2017年8月。ISBN 9784000248228。

## 関連人物
- ジャン＝マルタン・シャルコー
- ピエール・ジャネ
- 皆藤章